# گال روم

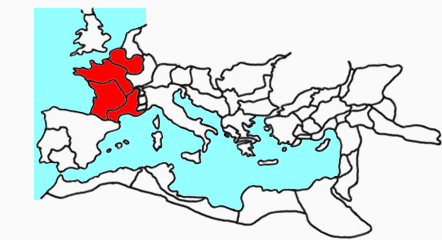
گال‌ها در امپراتوری روم

گل یا گال روم متشکل از ناحیه‌ای ایالتی بود که هم‌اکنون جایگاه فرانسه، لوکزامبورگ و غرب آلمان است. روم توانست تقریباً به مدت ۶۰۰ سال بر این منطقه حکم‌رانی کند.امپراتوری روم در سال ۱۲۱ (پیش از میلاد) تلاش‌های خود برای غلبه بر گل‌های سلتی را آغاز کرد و بالاخره توانست بخش جنوبی این ناحیه را اشغال کند و به خاک خود ضمیمه کند. ژولیوس سزار موفق شد با شکست اقوام سلتی در جنگ‌های گالی (۵۱-۵۸ (پیش از میلاد)) تمام این سرزمین را به چنگ آورد.
این سرزمین زیر فرمان رومیان گردانده می‌شد تا اینکه تا سال ۴۷۵ میلادی، ویزیگوت‌ها، فرانک‌ها و بورگوندی‌ها بر این سرزمین تاختند و جای رومیان را گرفتند.

## نگارخانه

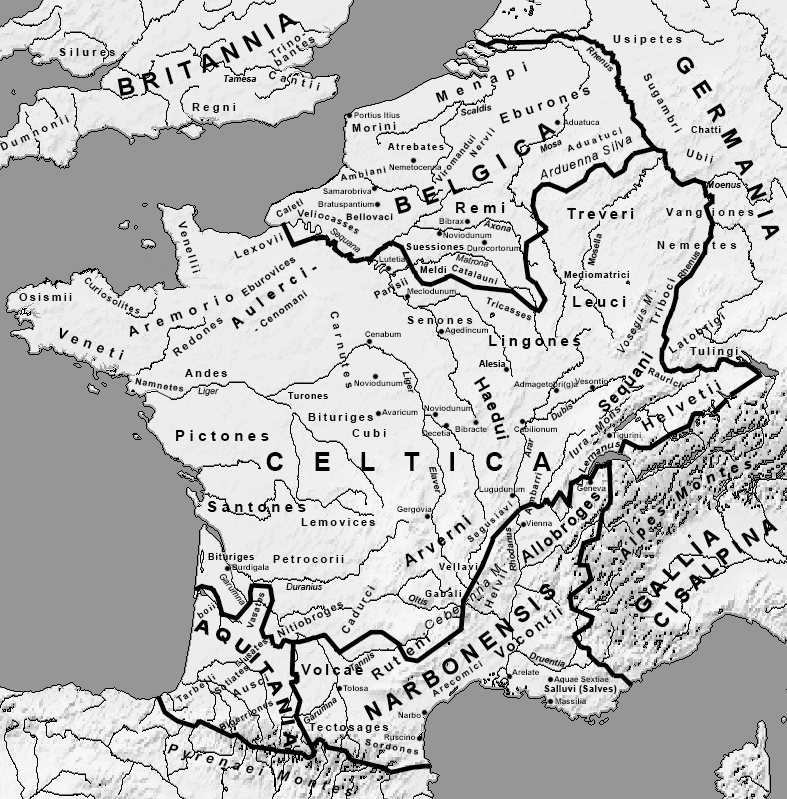
نقشه گول در حدود ۵۸ قبل از میلاد